# Cerreto d’Asti
Cerreto d’Asti ist eine Gemeinde in der italienischen Provinz Asti (AT), Region Piemont.

## Lage und Einwohner
Cerreto d’Asti liegt 25 km nordwestlich von der Provinzhauptstadt Asti entfernt. Das Gemeindegebiet umfasst eine Fläche von drei km² und hat 211 Einwohner (Stand 31. Dezember 2023). Die Nachbargemeinden sind Capriglio, Passerano Marmorito und Piovà Massaia.

## Kulinarische Spezialitäten
In Cerreto d’Asti werden auch Reben der Sorte Barbera für den Barbera d’Asti, einen Rotwein mit DOCG Status angebaut.